# Serra (famiglia)

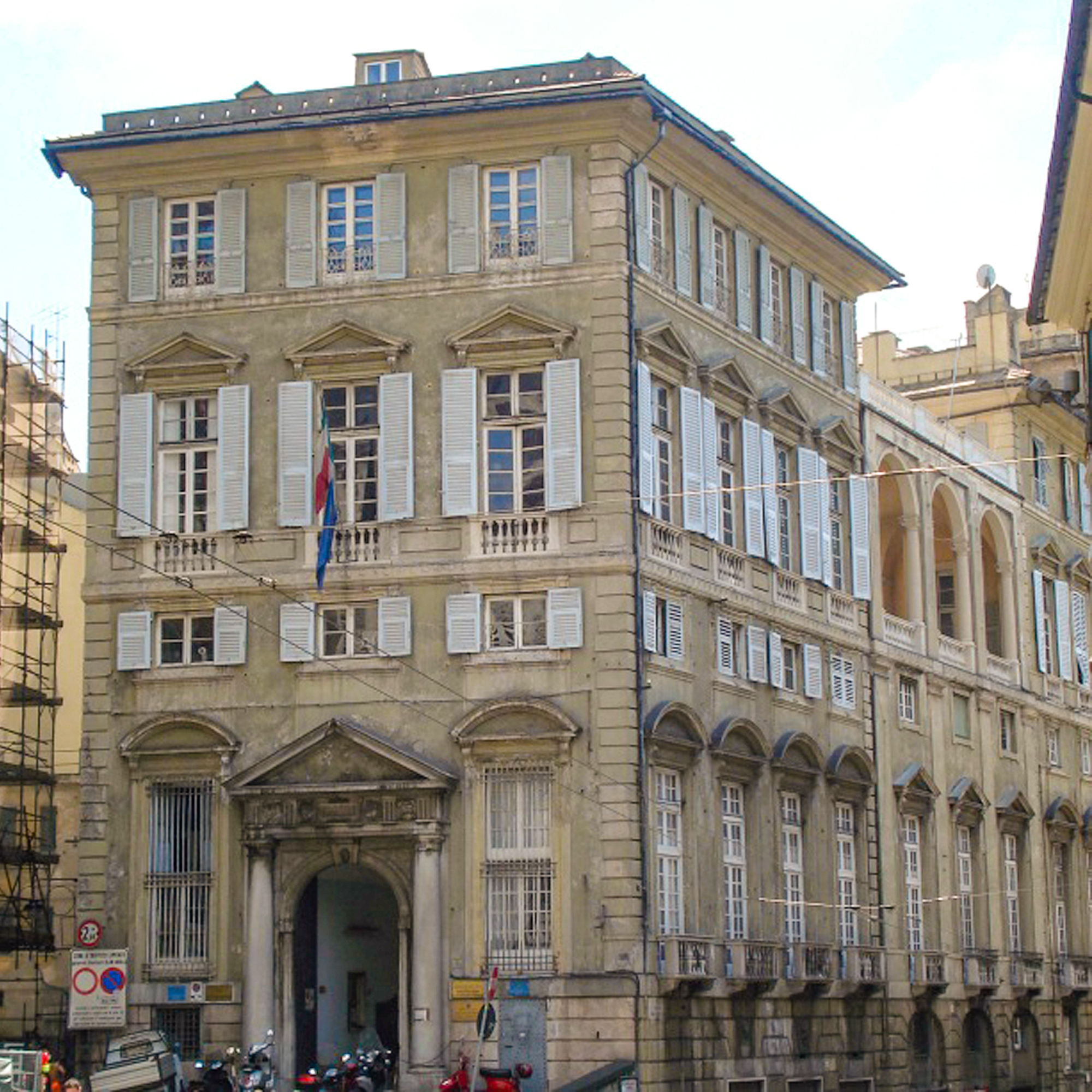
Palazzo Rebuffo-Serra a Genova

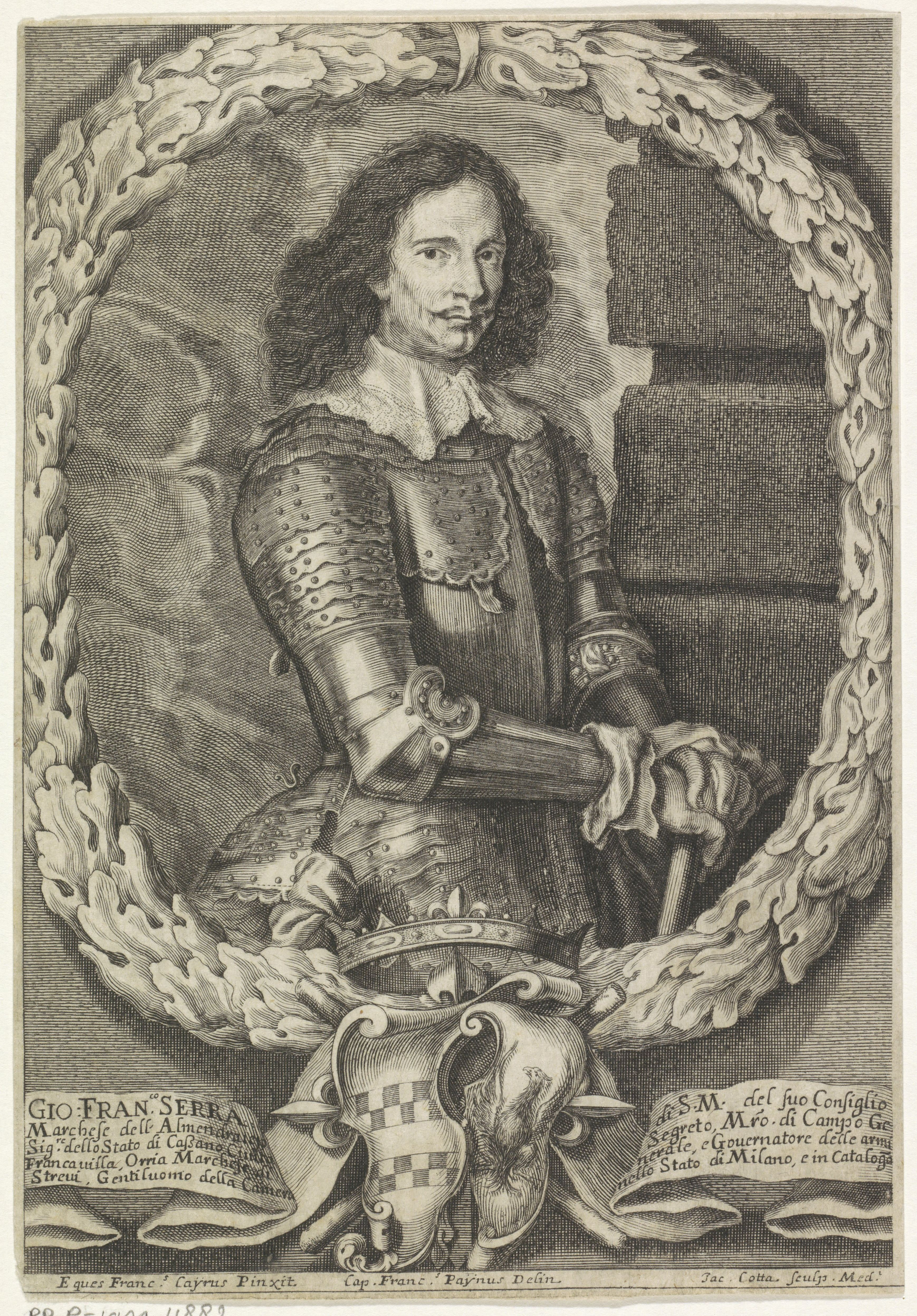
Giovan Francesco Serra, marchese di Almendralejo e Strevi, signore di Cassano.

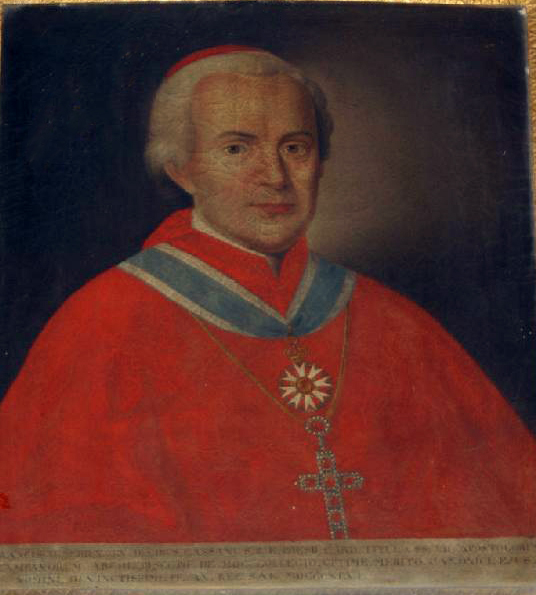
cardinale Francesco Serra di Cassano

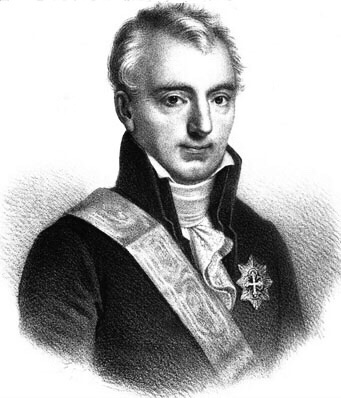
Girolamo Serra, governatore di Genova

I Serra sono una nobile e antica famiglia genovese fondata al XII secolo da Serra de' Mari, figlio del console Ottone de' Mari dei visconti di Carmandino, famiglia che dal X secolo rappresentava l'autorità degli Obertenghi a Genova, e che dal XI secolo formarono la più potente consorteria nella fondazione della Repubblica. Dopo la distinzione dai Mari, i Serra occuparono importanti magistrature, e almeno dall'inizio del XV secolo formarono il proprio albergo, nonostante l'aggregazione a quello dei Lercari alla riforma di Andrea Doria nel 1528 fino alla Pace di Casale nel 1576, quando recuperano il proprio nome e riacquistano la loro antica importanza.
Dal XVII secolo entrarono al servizio di diverse monarchie europei, in particolare i regni di Spagna, Napoli, Sadegna, e l'impero napoleonico, ottenendo importanti feudi, come i marchesati di Almendralejo, Strevi e Gioia, i principati di Carovigno, Pado, Gerace, i ducati di Terranova e di Cassano, la contea di Monte Sant'Angelo e anche la condizione comitale dell'impero francese.
Nonostante l'omonimia, non è possibile affermare il presunto legame dei Serra genovesi con la dinastia giudicale sarda dei Sèrra-Bas o Làcon-Sèrra (anche detta semplicemente Sèrra), strettamente legata a Genova e documentata con quel nome in Sardegna fin dall'XI secolo, almeno un secolo prima dall'attestazione documentale di Serra de' Mari, capostipite della casata genovese.

## Origine
L'ipotesi sull'origine di questa famiglia sono state diverse, in particolare quelle proposte da Odoardo Ganduccio nel XVII secolo, che li fa risalire dalla località omonima di Serra (anche Sarra) nel Val Polcelvera, argomento contestato dal senatore Federico Federici che nel suo Scrutinio della Nobiltà Ligustica avverte la molteplicità di località omonime, e anche di diversi stirpi non sicuramente collegati. Federici comincia il rapporto più sicuro dei Serra genovesi solo a partire dal XIV secolo, anche se al XIX secolo lo storico Luigi Tommaso Belgrano riuscì a stabilire l'origine della casata primitiva nella discendenza del visconte Serra de' Mari, appartenente alla potente consorteria viscontile dei Carmandino, dalla quale derivano diverse cospicue casate del periodo formativo della Repubblica di Genova come quelle degli Spinola, Embriaci, Castro, Usodimare, Mari, Giudici, Pevere, Malocelli, ed altri. Una revisione contemporanea sul lavoro di Belgrano fatta da Luca Filangieri conferma la filiazione di questo Serra dal visconte Ottone de' Mari, e la adozione del cognome patronimico di Serra (non demotico) da parte di questo ramo particolare dei Carmandino.

## Repubblica di Genova
La partecipazione dei Serra al governo della Repubblica di Genova venne attestata a partire dal capostipite Serra de' Mari, indicato nella lista dei cives vasalli del arcivescovo di Genova nel 1143. Il figlio Corso di Serra, console dei placiti tra 1156 e 1163, appare anche tra altri congiurati della consorteria dei Carmandino nel confronto con il console Filippo di Lamberto alla metà dello stesso secolo. Nel 1188, il console dei placiti Gionata Serra, fratello di Corso, figura tra i genovesi che firmano la pace con i pisani. 
La mancanza di notizie tra il XII e il XIV secolo nelle atti burocratiche già avvertita dal Federici, venne scusata d'alcuni autori attraverso la confusione con l'omonima famiglia dei Sèrra-Bas presente nel trono giudicale d'Arborea alla stessa epoca. In verità, i Serra genovesi sonno bene documentati in diversi affari alla stessa epoca, soprattutto nell'attività armatoriale e bancarie, insieme ad altri esponenti della nobiltà genovese del XIII.
Probabilmente discendente da quest'ultimi fu Manfredo di Enrico Serra, numerato tra i nobili genovesi nelle compere del Banco di San Giorgio nel 1384, e padre di Giovanni, anche numerato tra i nobili nel 1364 insieme a Matteo di Oberto, Michele e Luchino Serra. Nel 1391 Antonio è fatto consigliere anche, secondo Federici ,per la fazione dei nobili. A partire dal XV secolo sonno numerosi i magistrature occupate dai membri della casata, in particolare nella carica senatoriale di anziano, ambasciatore, consigliere e anche come capitani di guerre, da sempre collegate all'antica nobiltà cittadina e nella fazione ghibellina.

### L'albergo dei Serra
Dal 1414 venne indicata l'esistenza dell'albergo nobiliare dei Serra nei Carulario Possessionum del Banco di San Giorgio, come raccontato dal Federici e da Giovanni Maria Ascheri, che numera l'albergo tra i derivate dalla V Compagna chiamata di Portae (anche della Porta) insieme a quelli dei Lercari, Usodimare, Doria ed altri. Come tanti altri, questo albergo non venne ammesso alla riforma doriana di 1528, essendo dispersi le famiglie albergati e i Serra incorporati a quello dei Lercari. Tra le famiglie albergati a quest'albergo se numerano i:
- Onza, anche Serra d'Onza fino alla riforma di 1528 dove furono albergati al Cibo.[17][19]
- Malagamba, anche Serra-Malagamba.[17][19]

## Regno di Napoli
I figli di Paolo Serra, Senatore della Repubblica di Genova all'inizio del XVI secolo, diedero origine a tre rami:
- di Antonio, primogenito, i cui eredi ottennero i titoli di duca di Terranova nal 1574, di principi di Gerace nel 1609, di marchesi di Gioia nel 1654;
- di Giovan Battista, i cui eredi ottennero il titolo di principi di Carovigno nel 1645;
- di Girolamo, i cui eredi furono insigniti del titolo di duchi di Cassano nel 1678.

Gennaro Serra di Cassano (Portici 30 settembre 1772 - Napoli 20 agosto 1799), appartenente al ramo dei duchi di Cassano, fu patriota e martire della Repubblica Napoletana (1799).
Giuseppe Serra di Cassano, fratello di Gennaro, subì il carcere per tre anni e, quando uscì all'arrivo dei francesi nel febbraio 1799, entrò a far parte del Corpo municipale del comune di Napoli. Successivamente fu condannato a morte dai Borbone, ma si salvò perché era a Parigi quale ambasciatore della Repubblica Partenopea. Nel 1821, alla corte di Gioacchino Murat, fu nominato decurione (capo della amministrazione cittadina) della città di Napoli.

### Duchi di Cassano
- Giuseppe (m.1715), I duca di Cassano. Sposò Maria Trivulzio dei principi di Musocco. Senza discendenza. Fu erede il nipote Giuseppe, figlio di Francesco Serra e Laura Doria-Gonzaga dei duchi di Tursi.
- Giuseppe (1693-1745), II duca di Cassano, nipote del precedente. Sposò Rosa Caracciolo, dei duchi di Martina.
- Laura (1723-1790), III duchessa di Cassano, figlia del precedente. Sposò il cugino Giuseppe Maria Serra.
- Luigi (1747-1825), IV duca di Cassano, figlio della precedente. Sposò Giulia Carafa della Spina dei principi di Roccella.
- Giuseppe (1771-1837), V duca di Cassano. Sposò Teresa di Tocco-Cantelmo-Stuart dei principi di Montemiletto.
- Luigi (1810-1884), VI duca di Cassano. Sposò Adelaide Spinelli dei principi di San Giorgio.
- Francesco (1843-1917), VII duca di Cassano. Sposò Clotilde Giusso dei duchi di Galdo.
- Luigi (1868-1935), VIII duca di Cassano. Sposò Elisabeth di Guglielmo Grant.
- Francesco (1914-1998), IX duca di Cassano. Sposò Elena di Leopoldo Parodi-Delfino.
- Luigi (1939 - 2021), X duca di Cassano. Sposò Maria Grazia dei baroni della Noce.
- Giovan Francesco Serra di Cassano (1965) XI duca di Cassano e scrittore.[21]

### Principi di Gerace, duchi di Terranova
- Giovanni Agostino (1780-1854), VIII principe di Gerace e duca di Terranova. Erede della madre Maria Antonia Oliva-Grimaldi (olim Oliva), VII ed ultima principessa di Gerace e duchessa di Terranova della famiglia Oliva. Sposò Maria Domenica d'Ayerbo d'Aragona. Senza discendenza. Fu erede il fratello Francesco.
- Francesco (1781-1858), IX principe di Gerace e duca di Terranova, fratello del precedente. Sposò Livia Lamba Doria
- Giovan Battista (1815-1883), X principe di Gerace e duca di Terranova, figlio del precedente. Sposò Teresa Carafa dei duchi di Forlì.
- Francesco (1856-1923), XI principe di Gerace e duca di Terranova, figlio del precedente. Sposò Sara Álvarez-Calderón dei marchesi di Casa Calderón.
- Giovan Battista (1884-1946), XII principe di Gerace e duca di Terranova, figlio del precedente. Sposò Anna Saluzzo dei duchi di Corigliano. Senza discendenza legittima.[21]

### Regno di Sardegna e Italia
Il 26 aprile 1814 Girolamo Serra fu nominato presidente del Governo provvisorio della Repubblica Genovese, carica che conservò fino al 7 gennaio del 1815 quando, a seguito del Congresso di Vienna, la repubblica fu annessa al Regno di Sardegna.
Domenico Serra, nel 1848, fu nominato senatore del Regno di Sardegna.
Orso Serra, nel 1860, e Francesco, nel 1861, furono nominati senatori del Regno d'Italia.

## Palazzi e Ville
- Palazzo Marc'Aurelio Rebuffo o Palazzo Rebuffo-Serra, piazza Santa Sabina 2, Genova. Attualmente ospita la Facoltà di Lingue e Letterature Straniere dell'Università degli Studi di Genova. L'edificio affianca la porta di Santa Fede o dei Vacca che costituisce l'accesso a ponente della cinta muraria del 1155. Edificato nel 1509 da Bartolomeo Rebuffo, fu inserito nel sistema dei Rolli nel 1664. Acquistato dai Marchesi Serra nel corso del XIX secolo, fu ampliato e ristrutturato dall'Architetto Giovanni Battista Pellegrini, ticinese.[22]
- Palazzo Lomellini-Serra, via Antonio Gramsci 3, Genova. Fu acquistato nel 1601 dai Lomellini incorporando la torre a mare dei Vacca, facente parte della cinta muraria del 1155, con quella a nord già annessa al Palazzo Rebuffo. Il marchese Giacomo Serra lo acquistò all'inizio del XIX secolo annettendolo integralmente al citato Palazzo Rebuffo. Fu inserito nel 1664 tra i palazzi dei Rolli di Genova nel quarto bussolo.[23]
- Palazzo Serra di Cassano sulla collina di Pizzofalcone a Napoli. Venne eretto, su strutture preesistenti da Ferdinando Sanfelice a partire dal 1718 e completato da Giuseppe Astarita. Dal 1799 la sua porta principale restò chiusa in memoria del figlio Gennaro, giustiziato dai Sanfedisti nello stesso anno.
- Palazzo Serra di Cassano a Portici, in via Zumbini 38. Venne acquistato dall'omonima famiglia nel 1755 per essere poi rifatto e ingrandito in anni successivi da Giuseppe Astarita.
- Villa Serra a Sant'Olcese in val Polcevera, provincia di Genova. Sul fondo, acquistato nel 1850, dal Marchese Orso Serra dai Pinelli, edificò un edificio in stile Tudor con annesso giardino all'inglese. Oggi è di proprietà pubblica.
- Villa Saluzzo Serra a Capolungo di Nervi, Genova. Villa cinquentesca con annesso parco ospita la Galleria d'arte moderna di Genova.

## Arma
Stemma: D'oro (alias d'azzurro), a due fasce scaccate, ciascuna di due file, di rosso e d'argento.